# Leeuwenstein
Huis Leeuwenstein is een voormalige buitenplaats gelegen nabij het Reeburgpark in de gemeente Vught.

## Geschiedenis
Het oorspronkelijke Leeuwenstein werd gebouwd in 1753, en was het buitenverblijf van jurist mr. Johan Hendrik van Heurn. Na de dood van haar echtgenoot verhuurde Anna Römer het huis in eerste instantie, maar ging er later zelf wonen. Na haar dood verbleef haar kleindochter Anna Antonia Emilia van Heurn, die getrouwd was met Aldert van Galen, vaak op het huis. In 1826 ging de familie permanent op Leeuwenstein wonen. Na het overlijden van Anna in 1855 werd het landgoed publiekelijk verkocht.
In 1864 betrekken Johannes van Rijckevorsel en zijn vrouw Anna en hun tien kinderen het huis. Na de dood van Johannes in 1894 werd Herman van Rijckevorsel de nieuwe eigenaar. Hij liet het vervallen gebouw afbreken en bouwde in 1901 het huidige huis. Hij verkocht het huis vervolgens in 1915 aan Maria Louisa Charlotte Cunegonda Mahie-de Ceva die samen met haar dochter Maria Eugenie Gertruda Althurine Mahie op het huis ging wonen.
In 1935 werd de gemeente Vught eigenaar van het inmiddels leegstaande pand. Onder leiding van architect H.W. Valk werd de villa verbouwd tot raadhuis. De restauratie en een groot deel van de inrichting werd geschonken door Willem Van Beuningen (geslacht) en Charlotte van Beuningen - Fentener Van Vlissingen, die toen op Huize Bergen woonden. In 1937 verliet de gemeente haar oude locatie, het huis Leeuwenburg, om haar intrek te nemen op Leeuwenstein.
In 2006 verhuisde de gemeente naar een nieuw gemeentekantoor, en sindsdien wordt Leeuwenstein alleen nog gebruikt voor representatieve doeleinden.
Huis Leeuwenstein is evenals het naastgelegen voormalige koetshuis een rijksmonument.